# Андреас фон Вестфален
Андреас фон Вестфа́лен (нім. Andreas von Westfalen; ? — 21 вересня 1270) — 10-й магістр Лівонського ордену (1270).

## Біографія
Походив з вестфальського шляхетського роду. Втім рід Андреаса невідомий, як й більша частина діяльності. Відомий як фон Вестфален (Вестфальський) за місцем народження.
У березні 1270 року після загибелі магістра Отто фон Лаутерберга очолив Лівонський орден. Негайно став готуватися до походу проти литовців й земгалів. Додатково отримав загін з Данської Естляндії. У вересні 1270 року на чолі потужного війська вдерся до Земгалії, проте у битві зазнав поразки й загинув разом з 20 лицарями. Новим магістром Лівонського ордену було обрано Вальтера фон Нордека.